# Maria Nayler
Maria Nayler (26 maart 1972) is een Britse zangeres. Ze is sinds de jaren negentig actief geweest als gastzangeres voor artiesten als Robert Miles, Sasha en Ferry Corsten.

## Levensloop en carrière
In 1990 was Nayler lid van de dancegroep Ultraviolet. Hiervoor zong ze de singles Kites (1990) en I Wish That (1991) in. In 1995 zong ze het nummer Be As One van Sasha in.
In 1996 werkte ze samen met de Italiaanse Robert Miles in het nummer One and One. Het is bij aanvang niet de meest voor de hand liggende samenwerking. Ze werd aan hem gekoppeld via de platenmaatschappij omdat Miles na zijn instrumentale hit Children een nummer met zang wilde. Ze vond de eerdere hits van Miles eigenlijk helemaal niet leuk. Ook de song, die aanvankelijk voor een rocknummer is geschreven, vond ze maar niets. Maar de conceptversie die Robert Miles er van heeft gemaakt bevalt haar zo goed dat ze het nummer uiteindelijk samen opnemen. Het nummer behaalde de top van de hitlijsten in Vlaanderen en Italië. Ook in Oostenrijk, Wallonië, Canada, Finland, Duitsland, Noorwegen, Zweden en Zwitserland werd dit een toptienhit. Daarna bracht ze nog enkele solosingles uit. Daarvan werd Naked & Sacred ook weer een hit in Groot-Brittannië. De B-zijde van het nummer bevat het nummer The other side, dat weer door Sasha is geproduceerd. Er waren ook plannen voor een album; deze werden echter door de zwangerschap van Nayler opgeschort.
Na 2000 was ze ongeveer een keer per jaar te horen op verschillende dancesingles. Voor Tilt zong ze in Angry skies (1999), Headstrong (2002) en My Release (2013). In 2009 zong ze het nummer We Belong van Ferry Corsten in en in 2023 was ze te horen op het album All The Dreams I Share van Talla 2XLC.

## Discografie
| Single met hitnotering(en) in de Vlaamse Ultratop 50 | Datum van verschijnen | Datum van binnenkomst | Hoogste positie | Aantal weken | Opmerkingen |
| ---------------------------------------------------- | --------------------- | --------------------- | --------------- | ------------ | ----------- |
| One and One (Robert Miles feat. Maria Nayler)        | 1996                  | 09-11-1996            | 1               | 19           |             |

| Single met eventuele hitnotering(en) in de Nederlandse Top 40 | Datum van verschijnen | Datum van binnenkomst | Hoogste positie | Aantal weken | Opmerkingen |
| ------------------------------------------------------------- | --------------------- | --------------------- | --------------- | ------------ | ----------- |
| One and One (Robert Miles feat. Maria Nayler)                 | 1996                  | 16-11-1996            | 24              | 19           |             |
| We Belong (Ferry Corsten feat. Maria Nayler)                  | 2009                  | 06-06-2009            | 71              | 2            |             |

- MusicBrainz: a874efc0-d95a-41d6-9529-264bf12b3cef